# Quận Saguache, Colorado
Quận Saguache là một quận thuộc tiểu bang Colorado, Hoa Kỳ.
Quận này được đặt tên theo. Theo điều tra dân số của Cục điều tra dân số Hoa Kỳ năm 2000, quận có dân số 5917 người . Quận lỵ đóng ở Town of Saguache.

## Địa lý
Theo Cục điều tra dân số Hoa Kỳ, quận có diện tích 8211 km2, trong đó có 5 km2 là diện tích mặt nước.